# Pileolaria levensteinae
Pileolaria levensteinae är en ringmaskart som beskrevs av Bailey-Brock och Knight-Jones 1977. Pileolaria levensteinae ingår i släktet Pileolaria och familjen Serpulidae. Inga underarter finns listade i Catalogue of Life.